# Parepisparis maculata
Parepisparis maculata är en fjärilsart som beskrevs av Louis Beethoven Prout 1913. Parepisparis maculata ingår i släktet Parepisparis och familjen mätare. Inga underarter finns listade i Catalogue of Life.